# Декоппе, Камиль
Ками́ль Декоппе́ (фр. Camille Decoppet; 4 июня 1862, Сюсеваз, кантон Во, Швейцария — 14 января 1925, Берн, Швейцария) — швейцарский политик, президент.

## Биография
Камиль Декоппе изучал право в Лозанне. В 1888 году принят в коллегию адвокатов и до 1890 года работал адвокатом. С 1890 по 1896 год был прокурором, затем в 1896—1900 годах, снова адвокатом и одновременно (до 1912) заместителем судьи Федерального суда. С 1898 по 1901 год избирался членом городского совета Лозанны, в 1897—1900 гг. представлял радикальных демократов в Кантональном совете Во, в 1899—1912 годах — в Национальном совете (парламент Швейцарии). В 1900—1912 годах в Государственном совете отвечал за образование и культуру. Декоппе успешно занимался пересмотром законов о начальном и среднем образовании и введением системы высших торговых курсов в университетах. Как председатель Радикально-демократической партии он в 1912 году был избран в Федеральный совет (правительство Швейцарии).
- 3 декабря 1906 — 2 декабря 1907 — президент Национального совета Швейцарии.
- 17 июля 1912 — 7 ноября 1919 — член Федерального совета Швейцарии.
- июль — 31 декабря 1912 — начальник департамента (министр) внутренних дел.
- 1 января — 31 декабря 1913 — начальник департамента юстиции и полиции.
- 1 января 1914 — 19 июня 1919 — начальник военного департамента.
- 1 января — 31 декабря 1915 — вице-президент Швейцарии.
- 1 января — 31 декабря 1916 — президент Швейцарии.

7 ноября 1919 года избран директором Всемирного почтового союза и занимал этот пост до своей смерти. Умер Декоппе 14 января 1925 года от инсульта.